# Пират (роман)
«Пира́т» (англ. The Pirate) — исторический роман Вальтера Скотта, опубликованный в 1822 году. Сюжет отдаленно основан на биографии пирата Джона Гоу, который фигурирует в романе под именем капитана Кливленда. Действие происходит в 1700 году на Шетландских островах, которые Скотт посетил в 1814 году.
Роман был встречен противоречивыми отзывами: положительной в Edinburgh Magazine, отрицательной в Edinburgh Review. Несмотря на это, он был коммерчески очень успешным и оставался одним из наиболее популярных романов писателя в XIX веке.

## История создания
Издатель Скотта Арчибальд Констебл предложил писателю название нового романа — «Буканьер» (англ. The Bucanier) — и новую тему. Констебл посоветовал написать о приключениях трех комиссаров, ответственных за смерть короля Карла I, которые попали в плен к пиратам. Скотт согласился сделать пирата главным героем, но остальные предложения отверг. Вместо этого он решил опираться на свои воспоминания о двух неделях на Шетландских островах.
В предисловии к роману Вальтер Скотт пишет:

…автор получил приглашение сопровождать особую комиссию службы северных маяков, которая летом и осенью 1814 года собиралась обойти морским путём берега Шотландии, посетив при этом и различные группы окружающих её островов. Главной целью этой комиссии было ознакомиться с состоянием многочисленных маяков, находящихся в ведении службы, — сооружений необыкновенно важных как с общественной, так и с военной точки зрения.

Писатель постарался как можно больше узнать о манерах, экономике, предрассудках жителей островов, и также услышал историю о пирате Джоне Гоу. Роман был закончен в октябре 1821 года.

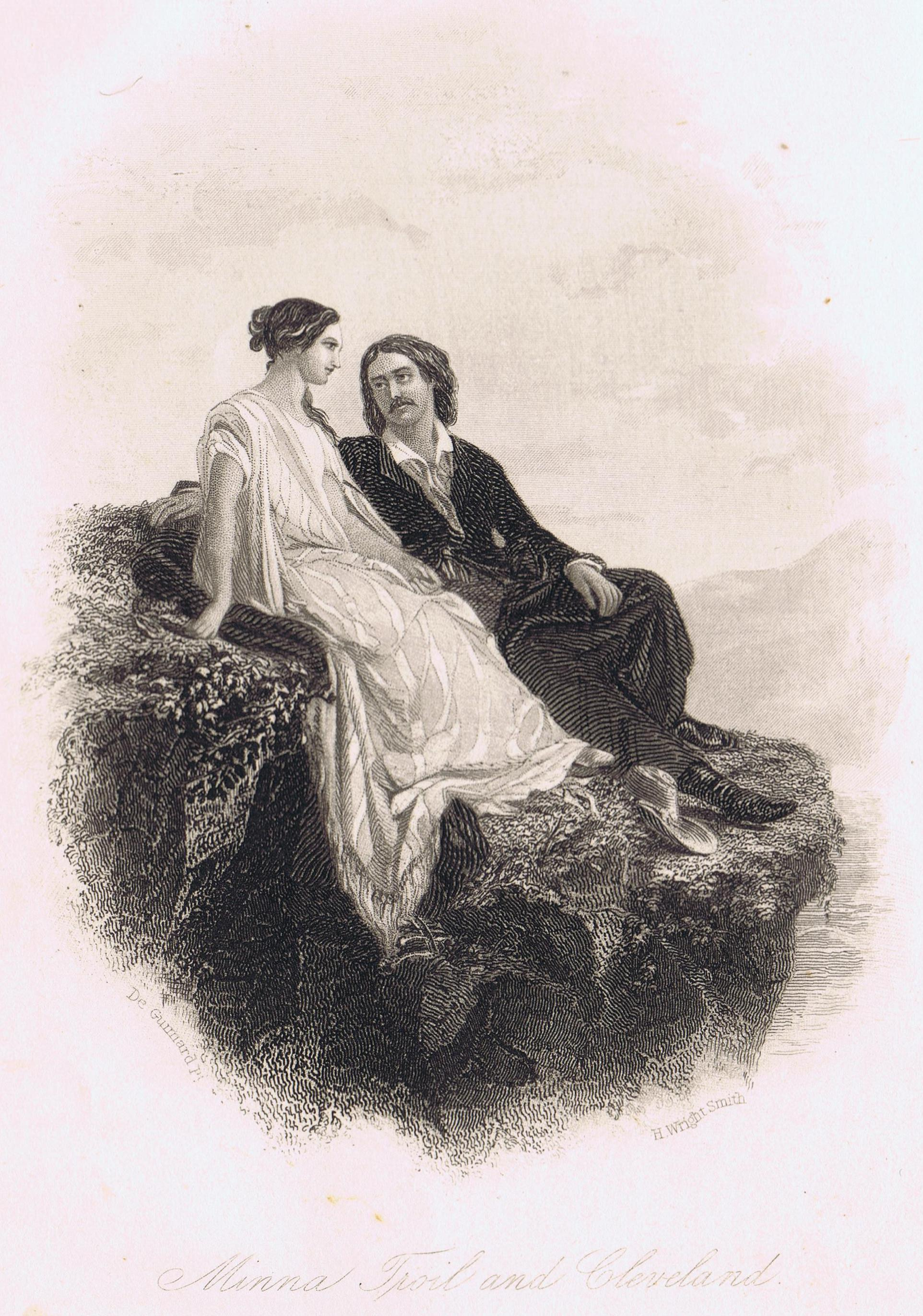
Минна и Кливленд, иллюстрация к изданию 1879 года

## Реакция
Джеймс Фенимор Купер, имевший опыт морской службы, прочитав «Пирата», пришёл к выводу, что Скотт совсем не разбирается в морском деле. Чтобы доказать, что на морском материале можно писать более интересные книги, он создал роман «Лоцман, или Морская история».